# Danh sách đĩa đơn quán quân năm 2010 (Liên hiệp Anh)
Dưới đây là danh sách những đĩa đơn đạt vị trí quán quân tại bảng xếp hạng đĩa đơn của Liên hiệp Anh và Bắc Ireland (UK Singles Chart) trong năm 2010.
| Ngày        | Ca khúc                    | Nghệ sĩ                                                    | Doanh số |
| ----------- | -------------------------- | ---------------------------------------------------------- | -------- |
| 4 tháng 1   | "Bad Romance"              | Lady Gaga                                                  | 76.265   |
| 10 tháng 1  | "Replay"                   | Iyaz                                                       | 106.237  |
| 17 tháng 1  | "Replay"                   | Iyaz                                                       | 86.814   |
| 24 tháng 1  | "Fireflies"                | Owl City                                                   | 71.866   |
| 31 tháng 1  | "Fireflies"                | Owl City                                                   | 79.911   |
| 7 tháng 2   | "Fireflies"                | Owl City                                                   | 77.669   |
| 14 tháng 2  | "Everybody Hurts"          | Helping Haiti                                              | 453.426  |
| 21 tháng 2  | "Everybody Hurts"          | Helping Haiti                                              | 102.769  |
| 28 tháng 2  | "In My Head"               | Jason Derülo                                               | 68.134   |
| 7 tháng 3   | "Pass Out"                 | Tinie Tempah                                               | 92.002   |
| 14 tháng 3  | "Pass Out"                 | Tinie Tempah                                               | 64.573   |
| 21 tháng 3  | "Telephone"                | Lady Gaga hợp tác với Beyoncé                              | 65.561   |
| 28 tháng 3  | "Telephone"                | Lady Gaga hợp tác với Beyoncé                              | 58.299   |
| 4 tháng 4   | "This Ain't a Love Song"   | Scouting for Girls                                         | 71.954   |
| 11 tháng 4  | "This Ain't a Love Song"   | Scouting for Girls                                         | 52.393   |
| 18 tháng 4  | "OMG"                      | Usher hợp tác với will.i.am                                | 58.385   |
| 25 tháng 4  | "Once"                     | Diana Vickers                                              | 69.407   |
| 2 tháng 5   | "Good Times"               | Roll Deep                                                  | 66.523   |
| 9 tháng 5   | "Good Times"               | Roll Deep                                                  | 52.376   |
| 16 tháng 5  | "Good Times"               | Roll Deep                                                  | 48.593   |
| 23 tháng 5  | "Nothin' on You"           | B.o.B hợp tác với Bruno Mars                               | 85.333   |
| 30 tháng 5  | "Dirtee Disco"             | Dizzee Rascal                                              | 69.757   |
| 6 tháng 6   | "Gettin' Over You"         | David Guetta & Chris Willis hợp tác với Fergie & LMFAO     | 48.827   |
| 13 tháng 6  | "Shout"                    | Shout For England hợp tác với Dizzee Rascal & James Corden | 113.258  |
| 20 tháng 6  | "Shout"                    | Shout For England hợp tác với Dizzee Rascal & James Corden | 84.145   |
| 27 tháng 6  | "California Gurls"         | Katy Perry hợp tác với Snoop Dogg                          | 123.607  |
| 4 tháng 7   | "California Gurls"         | Katy Perry hợp tác với Snoop Dogg                          | 93.363   |
| 11 tháng 7  | "The Club Is Alive"        | JLS                                                        | 84.283   |
| 18 tháng 7  | "Airplanes"                | B.o.B hợp tác với Hayley Williams                          | 75.980   |
| 25 tháng 7  | "We No Speak Americano"    | Yolanda Be Cool & DCUP                                     | 89.107   |
| 1 tháng 8   | "All Time Low"             | The Wanted                                                 | 84.173   |
| 8 tháng 8   | "Beautiful Monster"        | Ne-Yo                                                      | 69.387   |
| 15 tháng 8  | "Club Can't Handle Me"     | Flo Rida hợp tác với David Guetta                          | 61.027   |
| 22 tháng 8  | "Green Light"              | Roll Deep                                                  | 57.411   |
| 29 tháng 8  | "Dynamite"                 | Taio Cruz                                                  | 108.397  |
| 5 tháng 9   | "Please Don't Let Me Go"   | Olly Murs                                                  | 93.239   |
| 12 tháng 9  | "Start Without You"        | Alexandra Burke hợp tác với Laza Morgan                    | 73.306   |
| 19 tháng 9  | "Start Without You"        | Alexandra Burke hợp tác với Laza Morgan                    | 53.123   |
| 26 tháng 9  | "Just The Way You Are"     | Bruno Mars                                                 | 82.855   |
| 3 tháng 10  | "Written In The Stars"     | Tinie Tempah hợp tác với Eric Turner                       | 115.073  |
| 10 tháng 10 | "Fuck You!"                | Cee Lo Green                                               | 106.962  |
| 17 tháng 10 | "Fuck You!"                | Cee Lo Green                                               | 76.331   |
| 24 tháng 10 | "Just the Way You Are"     | Bruno Mars                                                 | 116.684  |
| 31 tháng 10 | "Promise This"             | Cheryl Cole                                                | 157.210  |
| 7 tháng 11  | "Only Girl (In the World)" | Rihanna                                                    | 134.540  |
| 14 tháng 11 | "Only Girl (In the World)" | Rihanna                                                    | 93.426   |
| 21 tháng 11 | "Love You More"            | JLS                                                        | 118.551  |
| 28 tháng 11 | "Heroes"                   | The X Factor Finalists                                     | 144.014  |
| 5 tháng 12  | "Heroes"                   | The X Factor Finalists                                     | 70.597   |
| 12 tháng 12 | "The Time (Dirty Bit)"     | Black Eyed Peas                                            | 74.918   |
| 19 tháng 12 | "When We Collide"          | Matt Cardle                                                | 439.007  |
| 26 tháng 12 | "When We Collide"          | Matt Cardle                                                | 262.953  |